# Chapelle Saint-Antoine de Chastel-sur-Murat
La chapelle Saint-Antoine de Chastel-sur-Murat est située sur la commune de Murat, au nord-ouest de Murat, dans le département du Cantal, en France. Elle est classée en totalité au titre des monuments historiques en 1947.

## Localisation
La chapelle se trouve dans l'ancienne commune de Chastel-sur-Murat, rattachée à Murat en 2017, à 1 187 m d'altitude, perchée près du sommet d'une haute colline dominant le village et constituant un remarquable belvédère.

## Historique
Initié au XIe ou XIIe siècle, l'édifice reçoit deux chapelles voûtées d'ogives au XVe siècle, formant faux transept. Une petite sacristie est ajoutée au XVIe siècle.
Elle fait l'objet d'un classement au titre des monuments historiques par arrêté du 21 juillet 1947. C'est également un site inscrit depuis le 9 mars 1943.

## Description
C'est un édifice rectangulaire à simple nef doté d'une couverture en ardoise qui intègre un auvent protégeant l'entrée et d'une abside en cul-de-four. Le clocher-mur robuste, avec de puissants contreforts et un escalier d'accès extérieur, compte deux arcades ouvertes dont une seule dotée d'une cloche.

## Galerie

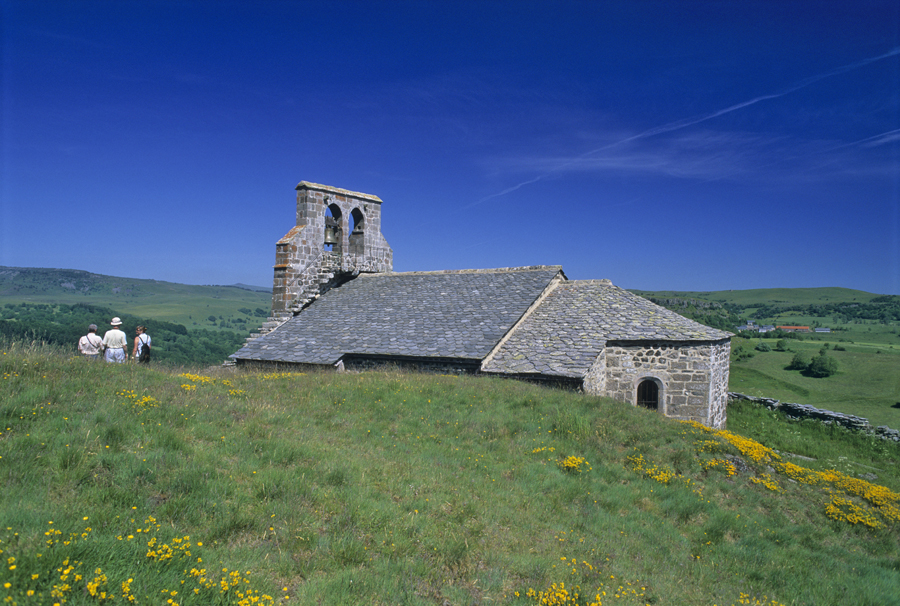
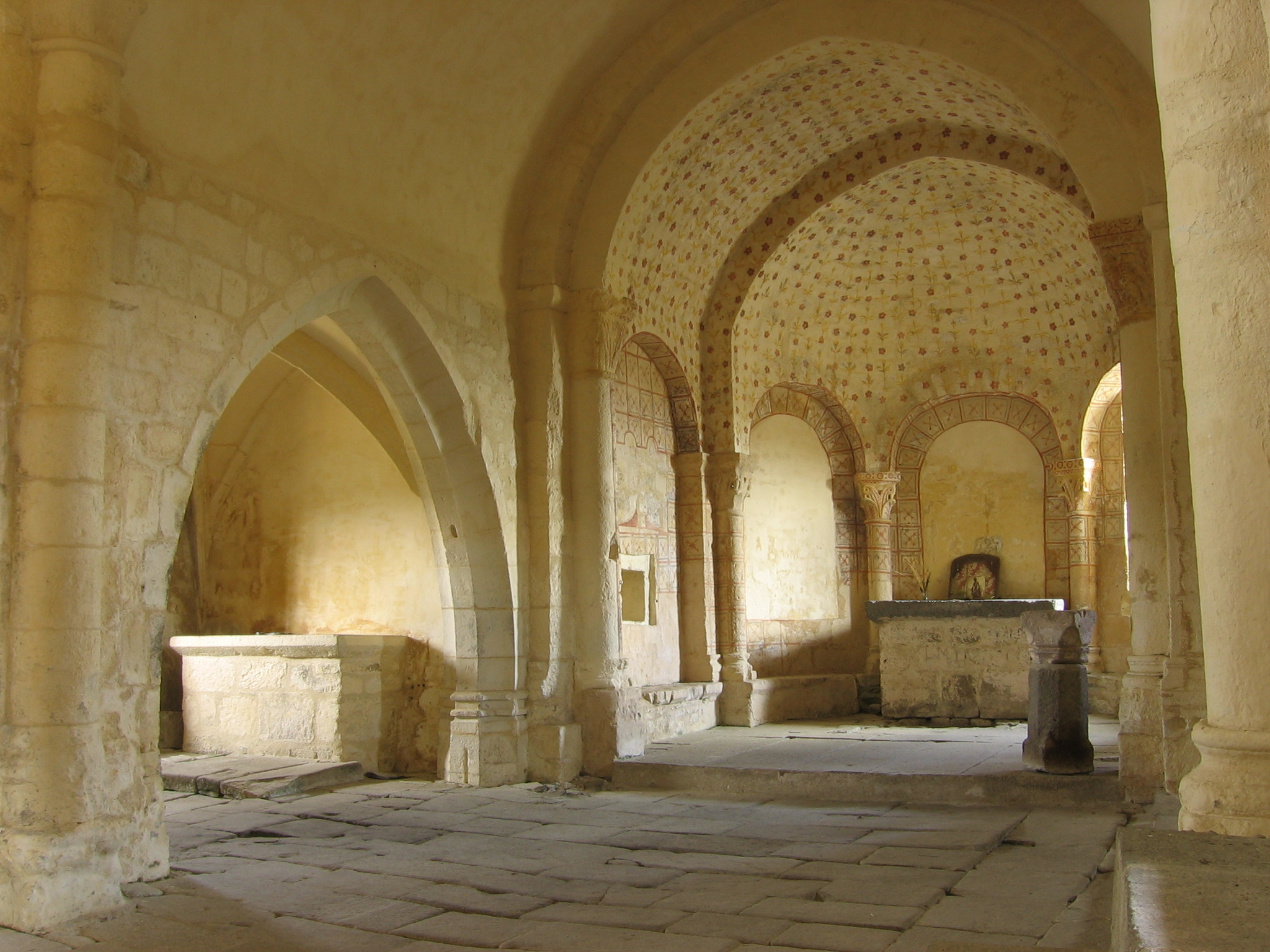
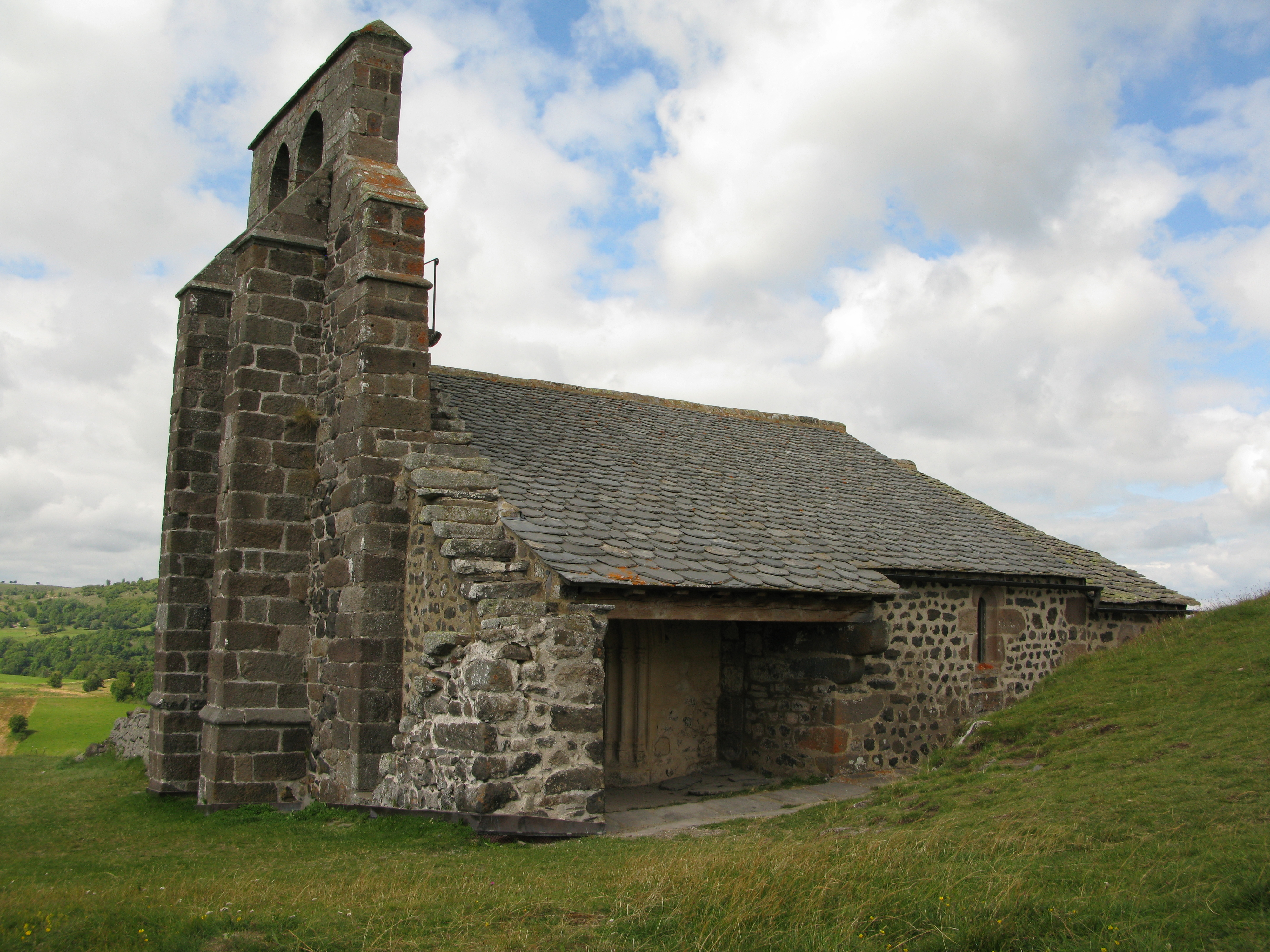
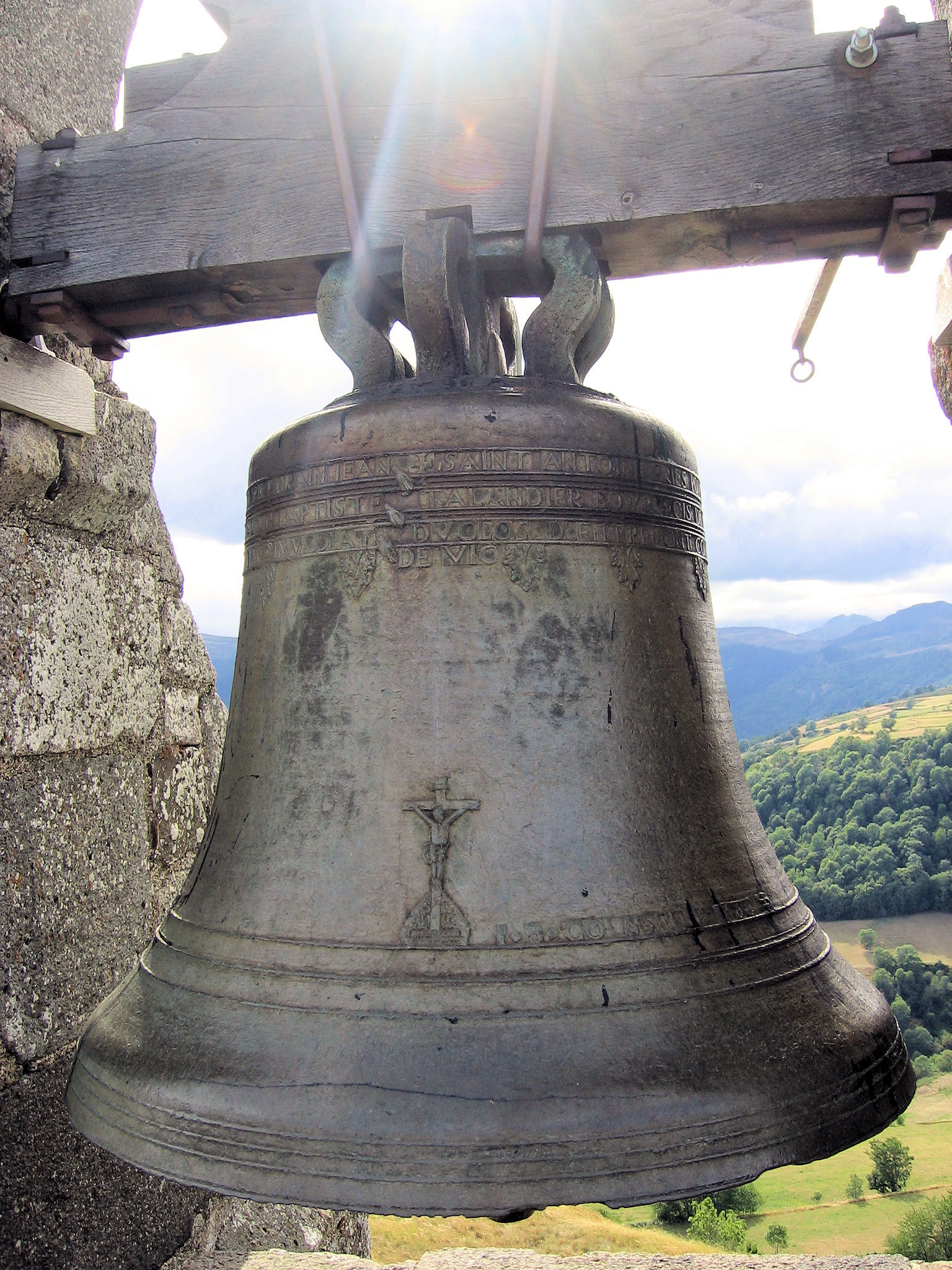